# Bang bang/Auschwitz
Bang bang/Auschwitz è un singolo dell'Equipe 84 pubblicato in Italia nel 1966.

## Descrizione
Nel giugno 1966 agli Studi Ricordi di Milano, su un'apparecchiatura a quattro piste, cominciarono le registrazioni del secondo album in studio del gruppo, il primo dei quattro incisi per la Dischi Ricordi; dall'album intitolato Io ho in mente te, venne estratto dopo l'estate un singolo contenente Bang bang e Auschwitz.

### Bang Bang
Bang bang è una cover di Bang Bang (My Baby Shot Me Down), già interpretato da Cher e scritto da Sonny Bono. Nell'etichetta del disco non è presente il nome del traduttore in italiano (che è Francesco Guccini, non ancora iscritto alla SIAE), e vi è solo la firma di Bono. Nel 2011 Mauro Ermanno Giovanardi con Violante Placido hanno inciso una cover nell'album Ho sognato troppo l'altra notte?.

### Auschwitz
Auschwitz è scritta da Francesco Guccini sia per il testo che per la musica, venne firmato per la Siae da Maurizio Vandelli per il testo e da Iller Pattacini (che usò lo pseudonimo Lunero) per la musica, poiché Guccini non era ancora iscritto alla Siae.
La canzone venne cantata a strofe alternate da Maurizio e Victor.
In seguito "Auschwitz" verrà poi tradotta in inglese da Tommy Scott e riproposta nel 1967 dall'Equipe 84 come retro del 45 giri con 29th September, pubblicato dalla Major Minor in Inghilterra e dall'Imperial Records negli Stati Uniti; in questa versione la voce solista è il solo Vandelli (anche per le strofe cantate in italiano da Sogliani).
Molti anni dopo verrà incisa un'ulteriore traduzione in inglese dal cantautore statunitense Rod MacDonald, nell'album "Man on the Ledge" del 1994..
Anche l'autore la inciderà nel suo primo album, Folk beat n. 1, del 1967; il testo è diverso rispetto alla versione del 1966 ed è in linea con quello delle cover successive, inoltre vi è l'aggiunta di un sottotitolo, La canzone del bambino nel vento (assente però nel deposito ufficiale alla Siae).

## Tracce
Lato A
1. Bang bang – 2:25 (Sonny Bono)

Lato B
1. Auschwitz – 3:47 (testo: Maurizio Vandelli – musica: Lunero)

## Formazione
- Maurizio Vandelli: voce, chitarra, tastiere
- Victor Sogliani: voce, basso
- Alfio Cantarella: batteria
- Franco Ceccarelli: voce, chitarra

## Classifiche

### Classifiche settimanali
| Classifica (1966) | Posizione massima |
| ----------------- | ----------------- |
| Italia            | 2                 |

### Classifiche di fine anno
| Classifica (1966) | Posizione |
| ----------------- | --------- |
| Italia            | 5         |